# 야쿠프 보라체크
야쿠프 보라체크(체코어: Jakub Voráček, 1989년 8월 15일 ~ )는 체코의 아이스하키 선수로 포지션은 라이트윙이다. 현재 내셔널 하키 리그(NHL)의 콜럼버스 블루재키츠 소속으로 뛰고 있다. 2008년 NHL 드래프트에서 전체 7위로 콜럼버스 블루재키츠의 지명을 받아 그 팀에서 2011년까지 활동했고, 필라델피아 플라이어스로 이적 후 10년 동안 활약했다.
국제 대회에서는 체코 소속으로 참가하고 있으며, 2010년 세계 선수권 대회에서 우승했고, 2014년 동계 올림픽에 참가했다.